# Cryptocarya hypospodia
Cryptocarya hypospodia är en lagerväxtart som beskrevs av Ferdinand von Mueller. Cryptocarya hypospodia ingår i släktet Cryptocarya och familjen lagerväxter. Inga underarter finns listade i Catalogue of Life.